# C.J. Snare
Carl Jeffrey "C.J." Snare (Washington, 14 dicembre 1959 – Orlando, 5 aprile 2024) è stato un cantante heavy metal statunitense, noto per essere stato il frontman dei FireHouse, gruppo arrivato al suo massimo successo nei primi anni novanta.

## Biografia
C.J. Snare nacque il 14 dicembre 1959 a Washington, figlio di Clayton "Buck" e Barbara Snare, insieme a due fratelli e una sorella. Iniziò a suonare il piano (tecnica classica) da bambino e fin da allora dimostrò un continuo interesse nel voler diventare cantante. Frequentò la Lock Haven High School in Pennsylvania dopo esservisi trasferito insieme alla famiglia. Terminati gli studi si spostò ad Orlando, in Florida, dove studiò teatro al Rollins College, ma dopo poco tempo si dedicò completamente alla musica.
Si trasferì in Carolina, dove conobbe il bassista Perry Richardson. Insieme formarono un gruppo chiamato Maxx Warrior, che si trasformò ben presto nei FireHouse dopo aver conosciuto il chitarrista Bill Leverty e il batterista Michael Foster. Il gruppo si inserì ai primi posti delle classifiche americane con sette singoli; vennero loro consegnati 16 riconoscimenti fra dischi d'oro e di platino in tutto il mondo. Nel 1992 essi vinsero gli American Music Award nella sezione nuovi artisti heavy metal.
Fino alla sua morte, fu l'unico cantante dei FireHouse, con cui registrò l'ultimo album Full Circle dopo 20 anni di collaborazione. Fu anche a capo, insieme al chitarrista statunitense Chris Green, del progetto heavy metal Rubicon Cross.
Morì nella sua casa di Orlando, in Florida, il 5 aprile 2024 per le complicazioni di un tumore intestinale diagnosticatogli nel 2020.

## Vita privata
Prima degli spettacoli Snare teneva in forma la propria voce riscaldandola. Beveva alcool saltuariamente e non fumava. Sposato Katherine Little, ebbe tre figli: Heather, Connor e Hunter.

## Discografia

### Con i Maxx Warrior
- 1986 - Maxx Warrior

### Con i Rubicon Cross
- 2014 - Rubicon Cross